# Falkland Wschodni
Falkland Wschodni (ang. East Falkland, hiszp. Isla Soledad) – wyspa należąca do archipelagu Falklandów. Jej powierzchnia wynosi 6605 km². W 2016 roku liczyła 2829 mieszkańców
Jej wymiary to 140 x 88 km. Najwyższy szczyt to Mount Usborne (705 m n.p.m.). Na jej północnym wybrzeżu położony jest Stanley, stolica archipelagu.